# فیدسا
فیدسا (انگلیسی: Fidessa) شرکت نرم‌افزار بریتانیایی است، که در سال ۱۹۸۱ تأسیس شد.